# George Frederick Barker
Pour les articles homonymes, voir George Barker et Baker.
George Frederick Barker (1835-1910) est un médecin et scientifique américain.

## Biographie

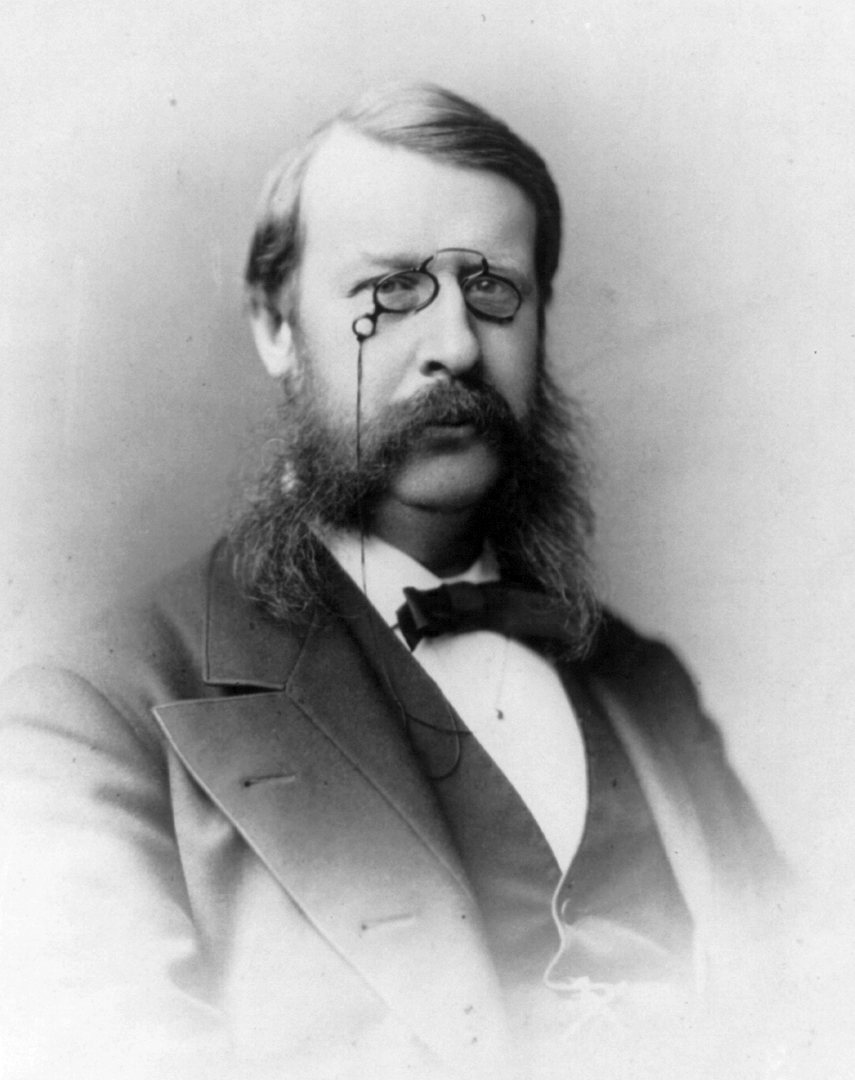
Photographie de Barker par Frederick Gutekunst.

Il est diplômé de la Yale Scientific School en 1858. Il est successivement assistant en chimie à la faculté de médecine de Harvard en 1858-1859 et 1860-1861, professeur de chimie et de géologie au Wheaton College (Illinois).